# Rüdiger Keuth
Rüdiger Keuth (* 1945 in Erfurt; † 20. Januar 2006 in Nürnberg), Enkel des saarländischen Malers und Volkskundeforschers Hermann Keuth (1888–1974), war freischaffender Künstler. Er studierte von 1968 bis 1972 an der Akademie der Bildenden Künste in München. Neben seiner Tätigkeit als Kunstlehrer am Martin-Behaim-Gymnasium in Nürnberg wirkte er in der Ateliergemeinschaft punktSIEBEN. Seine Werke gehören heute zum Fundus des Kunstmuseums Hersbruck. Rüdiger Keuth erlitt während einer Exkursion mit seinem Leistungskurs einen Herzinfarkt und konnte nicht mehr reanimiert werden.

## Werke und Ausstellungen
- 1986: Stadtmuseum Fembohaus Nürnberg, Aquarelle und Zeichnungen 1979–1986[2]
- 1987:	Palais Stutterheim, Erlangen
- 1992: Stadttheater Fürth
- 1994: Galerie Campe, Nürnberg
- 1996: Kunst im Freien (Gemeinschaftsausstellung, Germanisches Nationalmuseum Nürnberg) Leben bis zuletzt (Dom zu Bamberg)
- 1996: Kunstwoche Cecina, internationale Kunstausstellung in Cecina am Gardasee
- 1996: Galerie Centrum, Nowa Huta, zusammen mit der Künstlergruppe punktSIEBEN
- 1996: Santa Maria del Carmine, Florenz, Ausstellung der Preisträger des Premio Firenze 1997
- 1997: Artikel von R. Fiorini über R. Keuth in der Mai/Juni-Ausgabe der italienischen Kunstzeitschrift ECO d’ Arte Moderna
- 1997: Veröffentlichung des Kalenders Das Zeichen im Fahnerverlag Lauf: Radierungen von R. Keuth und Texte von Fritz Riemann
- 1997: Galerie am Domhof Zwickau
- 1998: Präsentation des Kalenders auf der Frankfurter Buchmesse
- 1998: Kunstverein Erlangen: Et in Arcadia ego, Einzelausstellung
- 1998: Kunsthaus Nürnberg, Gemeinschaftsausstellung mit der Künstlervereinigung Erlenstegen
- 1999: Projekt Kunst und Kirche, Rummelsberg
- 2000: Galerie Schrag, Nürnberg; Präsentation der Kunstmappe Schöpfung und Erschöpfung von R. Keuth
- 2001: Bildungsmesse Hannover
- 2001: Förderverein Kunstmuseum Erlangen, Paraphrasen, Einzelausstellung
- 2003: Art Agency Hammond, Fürth: Die Mitte immer wieder neu finden, Einzelausstellung
- 2003: Settimana d’arte di Cecina
- 2004: Kunstmuseum Hersbruck: Entelechie, Einzelausstellung
- 2004: Kulturladen Schloss Almoshof: Zwei Generationen (mit Konrad Ehmann)
- 2006: Künstlerhaus Nürnberg, Gruppenausstellung mit der Künstlervereinigung Erlenstegen
- 2006: Kunstverein Erlangen: Retrospektive

## Veröffentlichungen
- Das Zeichen. Zwölf Radierungen und Federzeichnungen zum Tierkreis nach Texten von Fritz Riemann. Ein immerwährender Kalender. Lauf, 1997.
- Schöpfung und Erschöpfung. Bilder und Texte zur Genesis. Kunstmappe, Lauf, 2000.
- Rüdiger Keuth - Fatum: Malerei und Grafik. Katalog der Ausstellung April bis September 2004 im Kunstmuseum Hersbruck. Mit Texten von Wolfgang Plattmeier und Herma Bashir-Hecht, ISBN 3-9807581-9-2